# Nacéria Club de Béjaïa
Nacéria Club de Béjaïa är en volleybollklubb från Béjaïa, Algeriet. Dess damlag har blivit algeriska mästare två gånger (2003/2004 och 2004/2005) och vunnit algeriska cupen tre gånger (2003/2004, 2005/2006 och 2006/2007). Internationellt har de som bäst blivit tvåa i Women's African Club Championship, vilket de blev 2004.